# Gany
Gany – wieś w Polsce położona w województwie lubelskim, w powiecie krasnostawskim, w gminie Żółkiewka. Leży przy drodze wojewódzkiej nr 837.
We wsi ma swoje źródło niewielka rzeka Werbka.
W latach 1975–1998 miejscowość administracyjnie należała do województwa zamojskiego.
Wieś stanowi sołectwo gminy Żółkiewka. Według Narodowego Spisu Powszechnego (III 2011 r.) wieś liczyła 136 mieszkańców. 

## Historia
Gany, w roku 1564 Gani alias „Dłuqołozy”, w roku 1786 Gany. Gany i Gany Kolonia w 1921.
Słownik geograficzny Królestwa Polskiego z roku 1888 opisuje Gany jako, wieś w powiecie krasnostawskim, gminie i parafii Żółkiewka. W 1827 r. było tu 10 domów, 60 mieszkańców, obecnie (1888 rok) liczy 10 osad włościańskich i 148 mórg gruntu włościańskiego. Folwark Gany oddalony był od Lublina wiorst 42, od Krasnegostawu wiorst 26, od Szczebrzeszyna wiorst 21, od Żółkiewki wiorst 5. Rozległość folwarczna wynosiła mórg 568, w tym lasu mórg 411; budynków drewnianych 5. We wsi i okolicy pokłady kamienia wapiennego, a w niektórych sąsiednich miejscowościach marglu.